# Unu (Star Trek: Voyager)
„Unu” (titlu original: „One”) este al 25-lea episod din al patrulea sezon al serialului TV american științifico-fantastic Star Trek: Voyager și al 93-lea în total. A avut premiera la 13 mai 1998 pe canalul UPN.

## Prezentare
Seven of Nine rămâne singură pe Voyager, atunci când radiațiile letale ale unei nebuloase obligă restul echipajului să intre în stază, iar proiectoarele holografice ale Doctorului sunt întrerupte.

## Actori ocazionali
- Ron Ostrow - Borg Drone
- Wade Williams - Trajis Lo-Tarik